# Bogense kommun
Bogense kommun var fram till december 2006 en kommun i Fyns amt i Danmark. Kommunen hade drygt 6 000 invånare (2004) och en yta på 101,60 km². Bogense var centralort. Numera ingår området i Nordfyns kommun.

## Borgmästare
- Knud Rendbæk, 1 april 1970–31 mars 1974[1]
- Svend Jensen, 1 april 1974–31 december 1989[1]
- Frants Bernstorff-Gyldensteen, 1 januari 1990–31 december 1997[1]
- Arne Kruse, 1 januari 1998–31 december 2006[1]

Denna lista hämtas från Wikidata. Informationen kan ändras där.